# Ormosia absaroka
Ormosia absaroka (лат.) — вид двукрылых рода Ormosia из семейства комары-лимонииды, или болотницы (Eriopterini, Chioneinae, Limoniidae). Встречается в Северной Америке: Канада и США. Видовой эпитет дан по имени местных индейцев племени абсарока или кроу (Absaroka (Crow) Indians) из типовой местности. 

## Описание
Мелкие комары. Длина тела 4—5 мм. Общая окраска темно-коричневато-серая, включая голову и мезонотум; усики очень короткие, чёрные по всей поверхности; хальтерии жёлтые; ноги темно-коричневые и коричневато-чёрные, основания бёдер не осветлены или почти не осветлены; крылья с коричневым налетом, их основания более желтоватые; гипопигий самца с наружным гипопигий самца с внешним дистилем сильно шероховат микроскопическими зубчиками. Рострум и пальпы коричневато-чёрные. Антенны чёрные, очень короткие в обоих полов; базальные жгутиковые сегменты овальные, внешние ещё короче; вертициллы примерно такой же длины, как сегменты.

## Таксономия
Вид был впервые описан в 1943 году американским энтомологом Чарлзом Александером. Видовое название происходит от имени местных индейцев племени абсарока или кроу (Absaroka (Crow) Indians) из типовой местности в районе горного хребта Абсарока (Вайоминг, Монтана). Принадлежит к видовой группе Ormosia flaveola.